# Metrosideros polymorpha
Metrosideros polymorpha es una especie de árbol perennifolio perteneciente a la familia de las mirtáceas. Es un endemismo de las islas Hawái.

## Descripción
Es un árbol que alcanza un tamaño de 20 a 25 m de altura en condiciones favorables y mucho más pequeño en suelo de basalto. Produce unas brillantes flores de color rojo a amarillo.

## Hábitat
Metrosideros polymorpha prefiere los suelos ácidos o neutros con un pH  3.6-7.4 y un régimen de lluvias de 1000 a 3000 mm al año.

## Usos

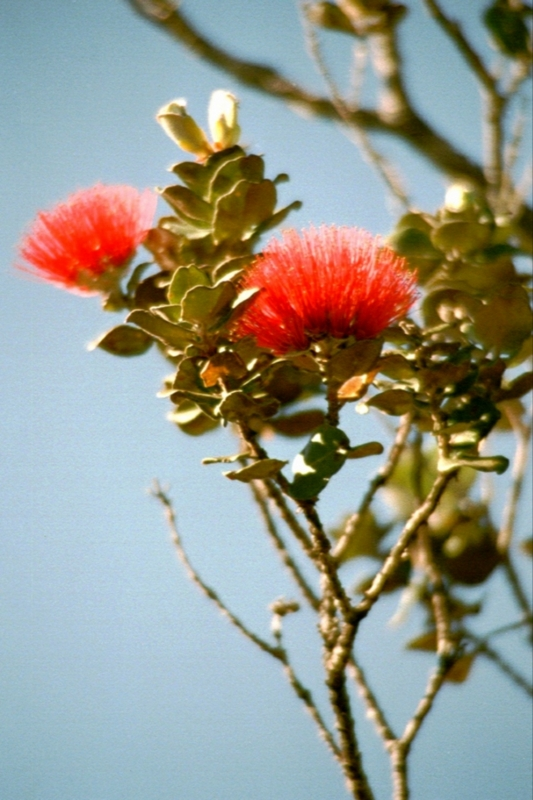
Lehua blossoms (ʻōhiʻa lehua), Hawaiʻi.

La madera de M. polymorpha es muy fuerte y de textura fina

## Taxonomía
Metrosideros polymorpha fue descrita por Charles Gaudichaud-Beaupré y publicado en Voy. Uranie, Bot. 482, t. 85. 1830
Sinonimia
- Metrosideros collina subsp. polymorpha (Gaudich.) Rock
- Nania polymorpha (Gaudich.) A.Heller[5][6]